# Carbon County (Montana)
Carbon County is een county in de Amerikaanse staat Montana.
De county heeft een landoppervlakte van 5.304 km² en telt 9.552 inwoners (volkstelling 2000). De hoofdplaats is Red Lodge.